# 蓮娜·荷恩
蓮娜·瑪麗·卡爾霍恩·荷恩（英語：Lena Mary Calhoun Horne，1917年6月30日—2010年5月9日），美國歌手、女演員和舞蹈員。16歲加入著名的「棉花俱樂部」(Cotton Club)擔任舞蹈演員，在哈萊姆夜總會為白人觀眾獻藝。
1943年，霍恩參加拍攝音樂影片《仙樂風飄》(Stormy Weather)，影片大獲成功，她演唱的主題歌《暴風雨天氣》成為她的招牌歌曲。荷恩憑藉出眾歌藝，在1940年代成名後走入演戲事業，也是第一代好萊塢黑人女星，曾與法蘭克·辛納屈等合作。
她在1960年代成為美國民權運動的代表人物之一，並支持廢除種族隔離制度。
霍恩的演藝事業在1981年達到頂峰後退休，以百老匯作品《蓮娜·荷恩：這名女子她的音樂》獲得美國最高劇院榮譽托尼獎(The Tony Awards)。
2010年，在紐約長老會韋爾康奈爾醫療中心因心臟問題逝世，享年92岁。

## 外部連結
- US singer Lena Horne dies aged 92 （页面存档备份，存于）, BBC, 10 May 2010
- Obituary: Lena Horne （页面存档备份，存于）, BBC, 10 May 2010
- Jazz singer Lena Horne dies, aged 92 （页面存档备份，存于）, Times, 10 May 2010